# Nurnus
Nurnus (en arménien Նուռնուս) est une communauté rurale du marz de Kotayk, en Arménie. Elle compte 538 habitants en 2008.